# Inhoul
Ne pas confondre avec l'autre rivière d'Ukraine appelée Inhoulets.
La rivière Inhoul (en ukrainien : Інгул) ou Ingoul (en russe : Ингул) est un cours d'eau d'Ukraine et un affluent du Boug méridional. Elle jaillit au nord de Kropyvnytskyï et, après un cours de 354 km orienté nord-sud, se jette dans le Boug méridional à Mykolaïv.
L'historien grec Hérodote mentionne la rivière sous le nom de Pantikapes dans sa description des Scythes.

## Villages traversés
- Mykhaïlo-Laryne

## Affluents
- Sougoklia, droit, 60 km[1].